# Cultura de la cervesa belga
La cultura de la cervesa belga és una tradició de creació de cerveses d'una gran diversitat. El novembre 2016 va ser declarat Patrimoni Cultural Immaterial de la Humanitat.
Segons l'informe, tant la fabricació de la cervesa i la cultura de gustejar-la formen un patrimoni viu en moltes comunitats arreu del país, sigui al dia a dia com a les festes. La gran diversitat, quasi mil cinc-cents tipus de cerveses fetes amb diferents mètodes de fermentació, així com el retorn en força de la cervesa artesana des dels anys 1980, van ser dos arguments de pes. A Bèlgica a més, va inspirar la gastronomia, s'utilitza per crear altres especialitats, com el formatge rentat a la cervesa i s'hi va desenvolupar una veritable cultura culinària de ben triar la cervesa per maridar-la amb el plat, en lloc de servir-la com una beguda industrial uniforme i comodí.
A inicis del 2015 la Comunitat Germanòfona de Bèlgica va introduir l'expedient en nom de tot el país, amb el suport d'associacions, d'experts en cervesa i després que les tres comunitats de Bèlgica (neerlandesa, francesa, germanòfona), competents per afers culturals, havien declarat la cultura de la cervesa patrimoni immaterial en la seva zona.

## Unes cerveses de gran tradició

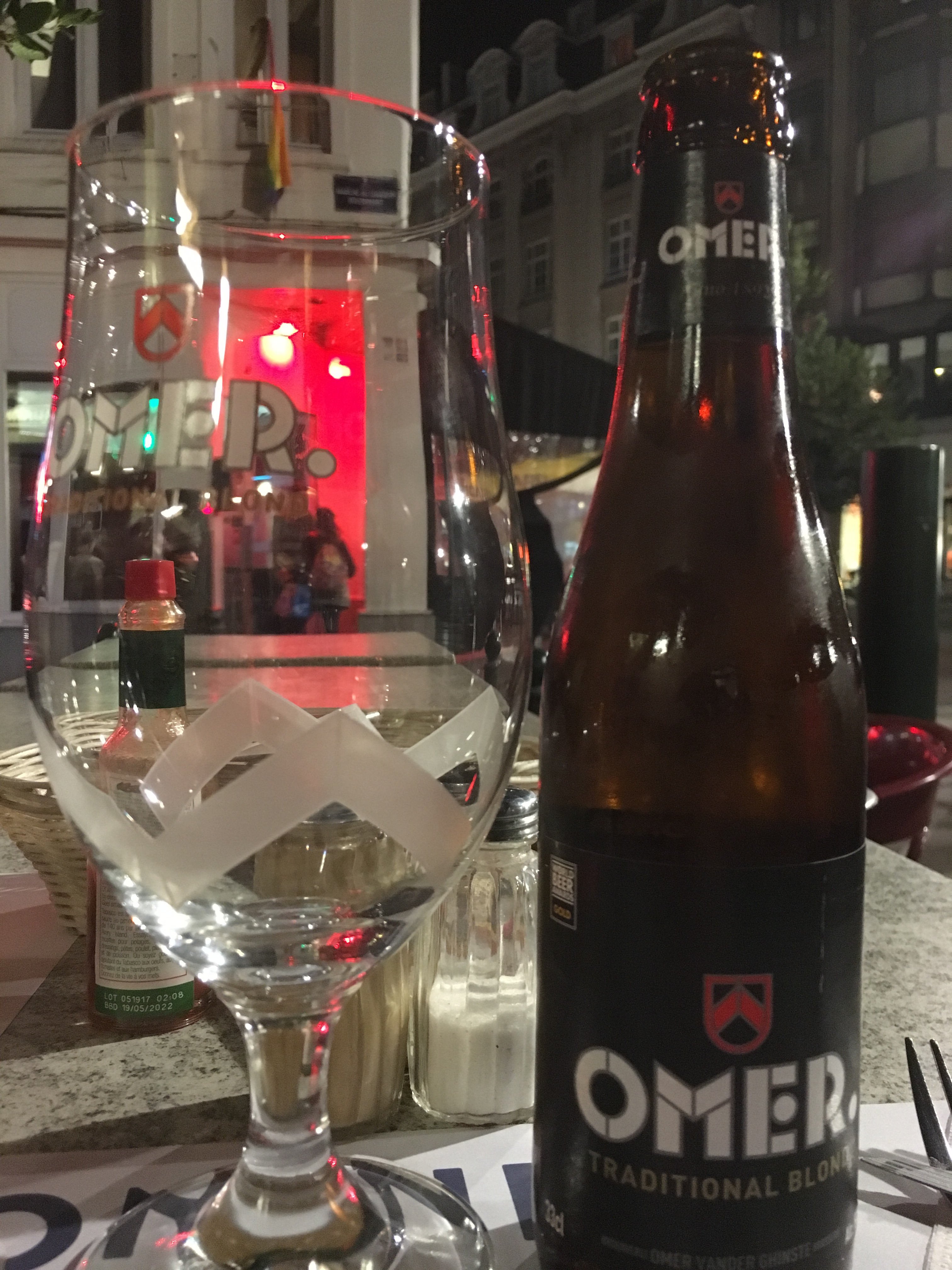
Omer, una cervesa elaborada a Flandes

- la Westvleteren, cervesa trapista, considerada la millor del món
- la Gueuze, única cervesa a fermentació espontània típica del Brabant Flamenc i Brussel·les
- la dubbel i la tripel
- les cerveses saison del Hainaut
- el witbier, cervesa de blat típica del Haspengouw, quasi oblidada, revifada als anys 1960 per Pierre Celis (1925-2011) a Hoegaarden[6]